# ペギー・フレミング
ペギー・ゲイル・フレミング（Peggy Gale Fleming、1948年7月27日 - ）は、アメリカ合衆国カリフォルニア州サンノゼ出身の女性フィギュアスケート選手で現在は解説者。1968年グルノーブルオリンピックフィギュアスケート女子シングル金メダリスト。1966年、1967年、1968年世界フィギュアスケート選手権優勝。

## 経歴
- 1964年から全米選手権5連覇を果たす。
- 1966年から世界選手権3連覇。
- 1968年のグルノーブルオリンピックで金メダルを獲得し、プロに転向。
- 1981年からABCのフィギュアスケートの解説者をしている。

## 主な戦績
| 大会/年      | 1963-64 | 1964-65 | 1965-66 | 1966-67 | 1967-68 |
| ------------ | ------- | ------- | ------- | ------- | ------- |
| オリンピック |         |         |         |         | 1       |
| 世界選手権   | 7       | 3       | 1       | 1       | 1       |
| 全米選手権   | 1       | 1       | 1       | 1       | 1       |